# Roland Ströbele
Roland Ströbele (* 14. August 1943 in Stuttgart; † 22. Juli 2021) war ein deutscher Politiker (CDU).
Ströbele schloss die Staatsprüfung mit dem zweitbesten Examen ab. Der damalige Bürgermeister von Spaichingen, Erwin Teufel, wurde auf ihn aufmerksam und holte ihn in seine Gemeinde. Dort wurde Ströbele zum Leiter der örtlichen Stadtwerke ernannt. Später leitete er das dortige Hauptamt und wurde Stadtkämmerer. 1977 wurde er zum Bürgermeister von Fridingen an der Donau gewählt und blieb es bis 1994. Von 1980 bis 2011 übernahm er dieses Amt auch in Bärenthal. Von 1984 bis 1996 gehörte Ströbele als CDU-Abgeordneter dem Landtag von Baden-Württemberg an. Er gewann dabei dreimal das Direktmandat im Wahlkreis Tuttlingen-Donaueschingen. 2011 ging Ströbele in den Ruhestand.  Er wurde 2011 Ehrenbürger von Bärenthal.